# وعد تفوح
وعد تفوح ممثلة سورية ولدت في 5/مارس/ 1963م انضمت إلى نقابة الفنانين بسوريا ب30 سبتمبر 1985.

## اعمالها[1]
- الليث بن سعد (1999) قامت برور لبنى
- الوهم (1997) قامت بدور (فرانشيسكا - ضيفة الحلقات)
- لعبة الأيام (1996)
- الزاحفون (1990)
- قلوب دافئة (1989)
- مراهق في الخمسين (1996) قامن بدور (يمامه)
- حارة نسيها الزمن (1988) قامت بدور (زينب)
- إمبراطورية غوار (1982)
- تلفزيون المرح (1981)
- نداء الفجر